# Wilfredo Moreno
Wilfredo Moreno (ur. 19 kwietnia 1976) – wenezuelski piłkarz występujący na pozycji napastnika.

## Kariera klubowa
Moreno w trakcie kariery reprezentował barwy klubów Mineros, Monagas SC, Aragua FC oraz Llaneros FC. Z żadnym z nich nie odniósł jednak sukcesów.

## Kariera reprezentacyjna
W reprezentacji Wenezueli Moreno zadebiutował w 2002 roku. W 2004 roku został powołany do kadry na Copa América. Nie zagrał jednak na nim ani razu, a Wenezuela odpadła z turnieju po fazie grupowej.
W latach 2002–2004 w drużynie narodowej Moreno rozegrał łącznie 11 spotkań i zdobył 1 bramkę.